# Pieni Majasaari (ö i Mellersta Finland)
Pieni Majasaari är en ö i Finland. Den ligger i sjön Iso Rautavesi och i kommunen Jämsä i den ekonomiska regionen  Jämsä  och landskapet Mellersta Finland, i den södra delen av landet, 210 km norr om huvudstaden Helsingfors. Öns area är 0,7 hektar och dess största längd är 220 meter i nord-sydlig riktning.